# Anders Andersson i Backgården
Anders Andersson (i riksdagen kallad Andersson i Backgården), född 2 december 1842 i Norra Härene socken i Skaraborgs län, död där 24 juli 1913, var en svensk lantbrukare och politiker.
Han var ägare till hemmanet Resville Backgård i Norra Härene socken i Skaraborgs län. Andersson var ledamot av riksdagens andra kammare 1894–1905, invald i Kinnefjärdings, Kinne och Kållands domsagas valkrets i Skaraborgs län. Han tillhörde Nya lantmannapartiet 1894 och Lantmannapartiet 1895–1905.